# 1959年の政治
1959年の政治（1959ねんのせいじ）では、1959年（昭和34年）の政治分野に関する出来事について記述する。

## できごと

### 1月
- 1月1日

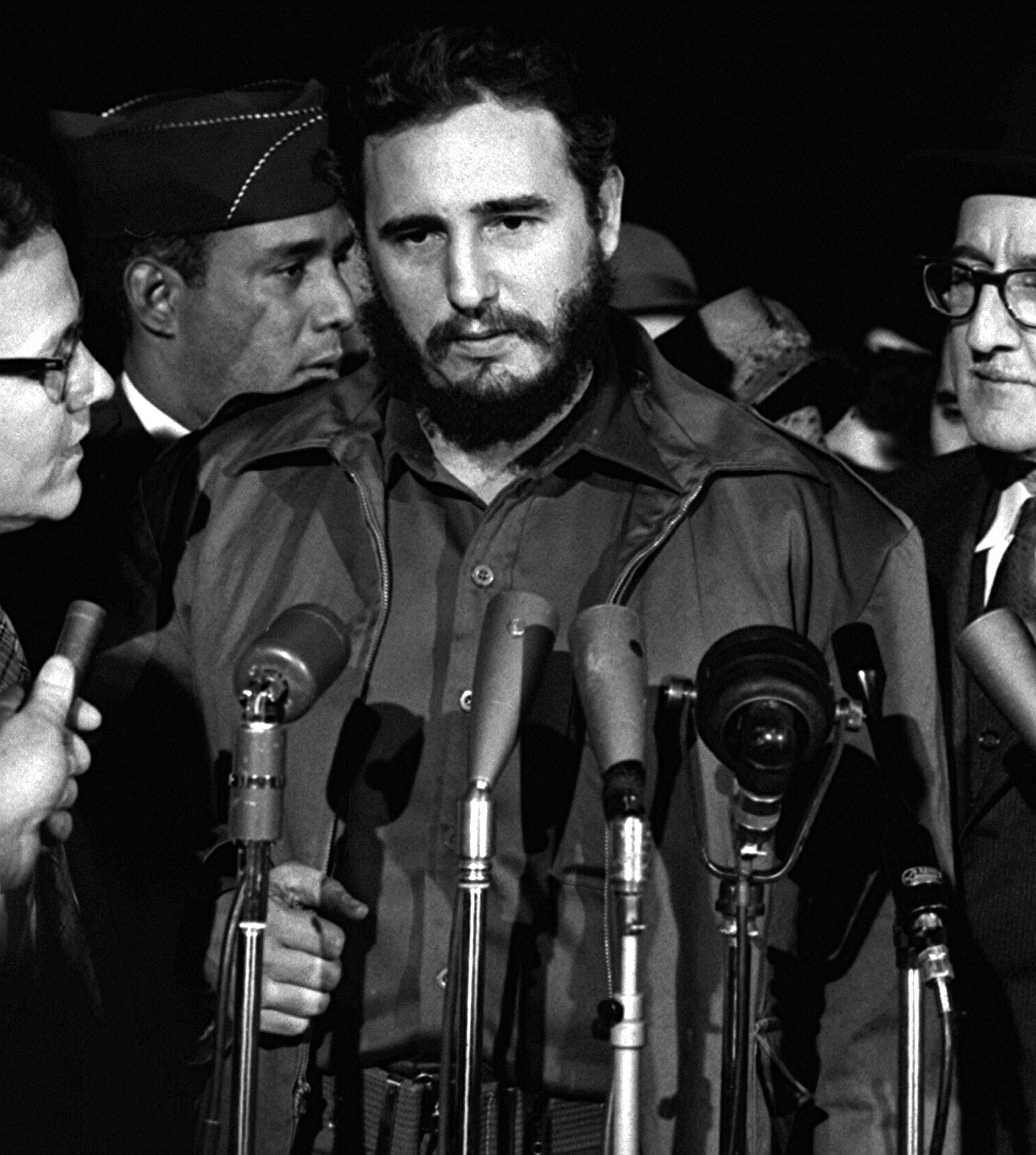
キューバ革命でカストロが全権を掌握する

  - 国民健康保険施行。国民皆保険制度が導入。
  - メートル法実施される。
  - 愛知県挙母市が豊田市に改名。
  - キューバのフルヘンシオ・バティスタ大統領がドミニカ共和国へ亡命。
- 1月3日 - アラスカ準州がアメリカ49番目の州・アラスカ州となる。
- 1月5日 - 岸信介首相、熱海の別荘で大野伴睦、河野一郎と会談。日米安保条約改定への協力を求め、大野を後継総裁と、意中を明かす。
- 1月8日 - フィデル・カストロらがハバナに入る。
- 1月9日 - 自由民主党党役員改選。幹事長に福田赳夫、総務会長に益谷秀次、政調会長に中村梅吉。
- 1月16日
  - 池田勇人、三木武夫、灘尾弘吉の三閣僚辞任と大阪府知事選挙に立候補した左藤義詮防衛庁長官の辞任を受けて、補充人事。文相に橋本龍伍、厚相に坂田道太、経企庁長官に世耕弘一、防衛庁長官に伊能繁次郎。
  - 岸、大野、河野、佐藤栄作が帝国ホテルで会談。萩原吉太郎、永田雅一、児玉誉士夫が同席。永田の提案で政権授受の誓約書作成。
- 1月24日 - 自民党第6回党大会。自民党総裁選挙が繰り上げられ（繰上げ公選）岸信介320票、松村謙三166票で岸が再選される。

### 2月
- 2月5日 - 藤山愛一郎外相、日米新安保条約に関する私案（藤山私案）を発表。
- 2月16日 - カストロがキューバ首相に就任。

### 3月
- 3月7日 - 鳩山一郎元首相が死去。

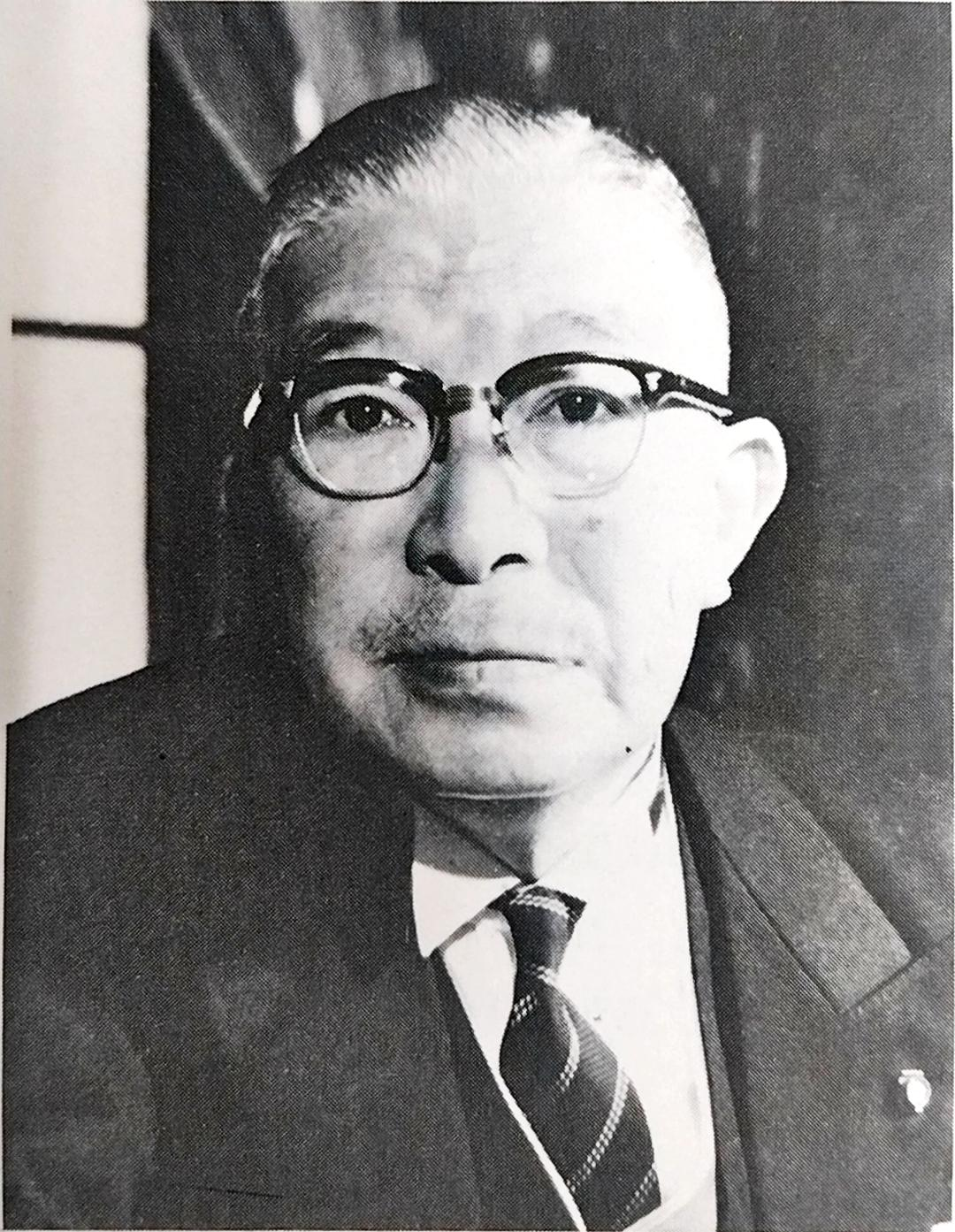
鳩山一郎死去

- 3月9日 - 浅沼稲次郎訪中。北京で「米帝国主義は日中両国民共同の敵」と演説。
- 3月28日 - 安保改定阻止国民会議結成。
- 3月30日 - 東京地方裁判所、砂川基地立ち入り事件で「米軍の日本駐留は違憲」と無罪判決（伊達判決）。

### 4月
- 4月9日 - 国民年金法成立。

中国の国家主席に劉少奇が就任する

- 4月8日 - 自民党、日米安保条約改定要綱をまとめる。
- 4月10日 - 皇太子明仁親王が正田美智子と結婚。
- 4月13日 - 藤山外相とマッカーサー駐日アメリカ合衆国大使、安保に関する交渉開始。
- 4月15日
  - 安保改定阻止国民会議、安保改定阻止のための全国的統一行動を実施。以後、一ヶ月に一回行動を実施する。
  - カストロ、訪米。
- 4月16日 - 国民年金法公布（11月1日施行）。
- 4月27日 - 毛沢東が、中国国家主席を退任し、劉少奇が、第2代国家主席に就任する。

### 5月
- 5月1日 - 防衛二法案、参議院で強行採決し成立。
- 5月13日 - 南ベトナムとの賠償協定調印。
- 5月17日 - カストロ・キューバ首相、第一次農地改革法に署名。
- 5月29日 - 1964年の第18回夏季オリンピック開催地に東京が選ばれる。

### 6月
- 6月2日 - 第5回参議院議員通常選挙が実施される。
  - 自由民主党71議席、社会党38議席、緑風会6議席、共産党1議席、諸派1議席、無所属10議席（無所属中、6名が創価学会）。
- 6月12日 - 河野一郎、記者に対し、自己の幹事長起用に動かなかった岸首相に対し今後の非協力を発言。
- 6月16日 - 第2次岸内閣改造内閣。岸派、佐藤派、池田派、石井光次郎派で主流派を形成。河野派、三木派が反主流派化。
- 6月22日 - 第32臨時国会を召集（7月3日に閉会）。

### 7月
- 7月6日 - 西ドイツに復帰したザールラント州で、使用される通貨がフランス・フランからドイツ・マルクになる。
- 7月31日 - バスク地方の分離独立を目指す民族組織バスク祖国と自由 (ETA) が設立。

### 8月
- 8月4日 - 総評、合化労連本部で「社会党を強化する会」在京幹部会開催。西尾末広の社会党除名提案を決議。
- 8月10日 - 松川事件、最高裁が原判決（有罪）を破棄差し戻し。
- 8月21日 - ハワイがアメリカ50番目の州となる。

### 9月

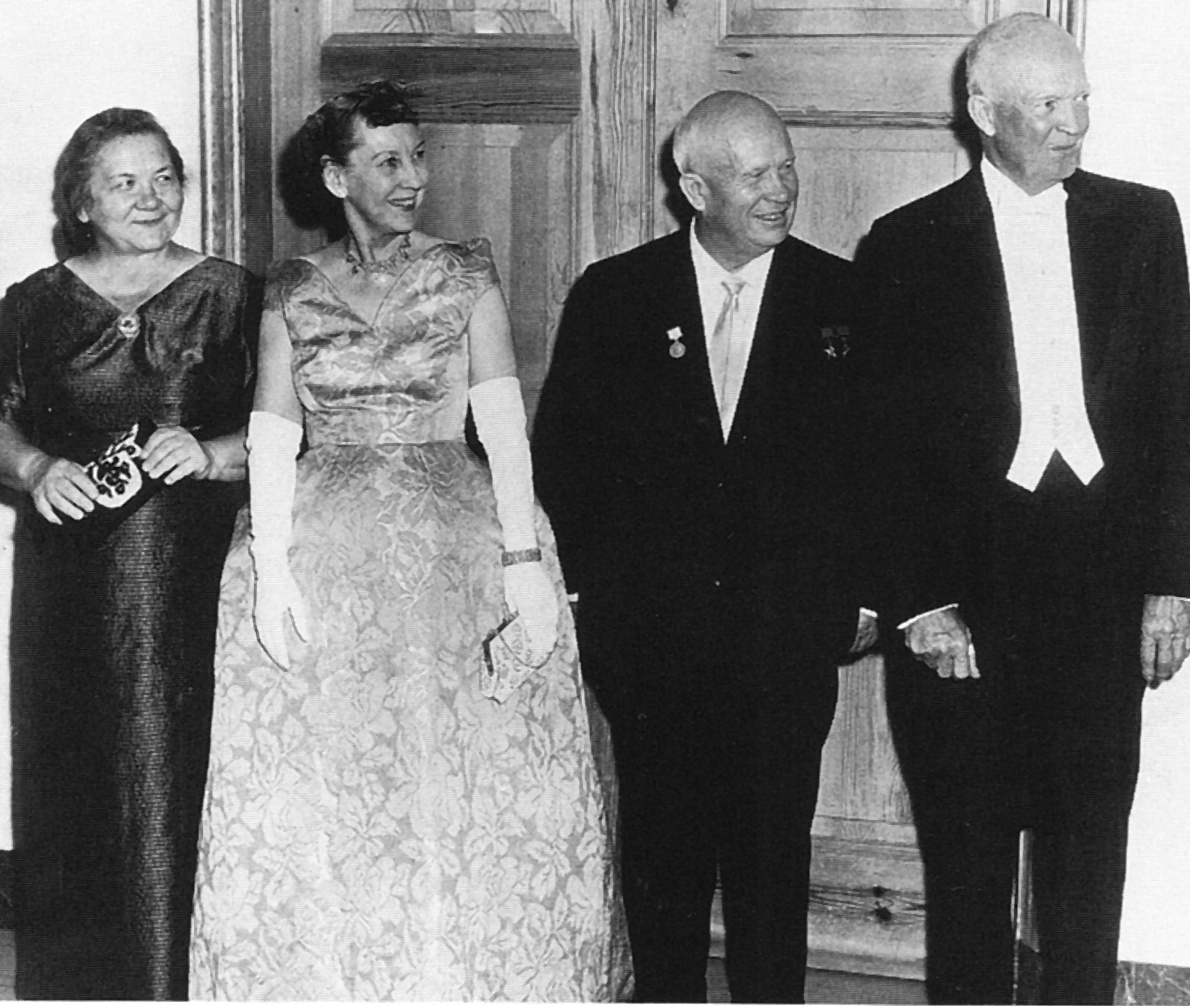
ドワイト・D・アイゼンハワー米大統領夫妻とニキータ・フルシチョフソ連首相夫妻

- 9月8日 - 社会党左派の平和同志会（松本治一郎派）、農民同志会（野溝勝派）、労農派合同で西尾除名の動議提出で一致。
- 9月11日 - 社会党青年部全国大会開催。西尾除名提案を決議。
- 9月12日 - 第16回社会党大会開催。
- 9月13日 - 社会党大会、西尾除名問題で紛糾する。
- 9月14日 - 西尾派代議員、党大会をボイコット。党大会は10月16日、17日に延会。
- 9月15日 - ソビエト連邦のニキータ・フルシチョフ首相がアメリカ合衆国を訪問。ドワイト・アイゼンハワー米大統領と第二次大戦終結後初となる、米ソ首脳会談を行う。
- 9月18日 - フルシチョフ首相、国連総会で演説。全面軍縮を提案。
- 9月20日 - 石橋湛山・周恩来会談。「政経不可分」を表明。
- 9月30日 - ソ連のニキータ・フルシチョフ首相が中華人民共和国を訪問。毛沢東主席と中ソ首脳会談を行ったが、共同声明は出されなかった。

### 10月
- 10月18日
  - 社会党再建大会開催。
  - 西尾らの再建同志会が社会クラブを結成、衆議院議員21名・参議院議員12名が参加。後に民主社会党（民社党）となる。
- 10月26日
  - 第33臨時国会召集（12月27日閉会）。
  - 自民党両院議員総会で新安保条約案が承認される。

### 11月

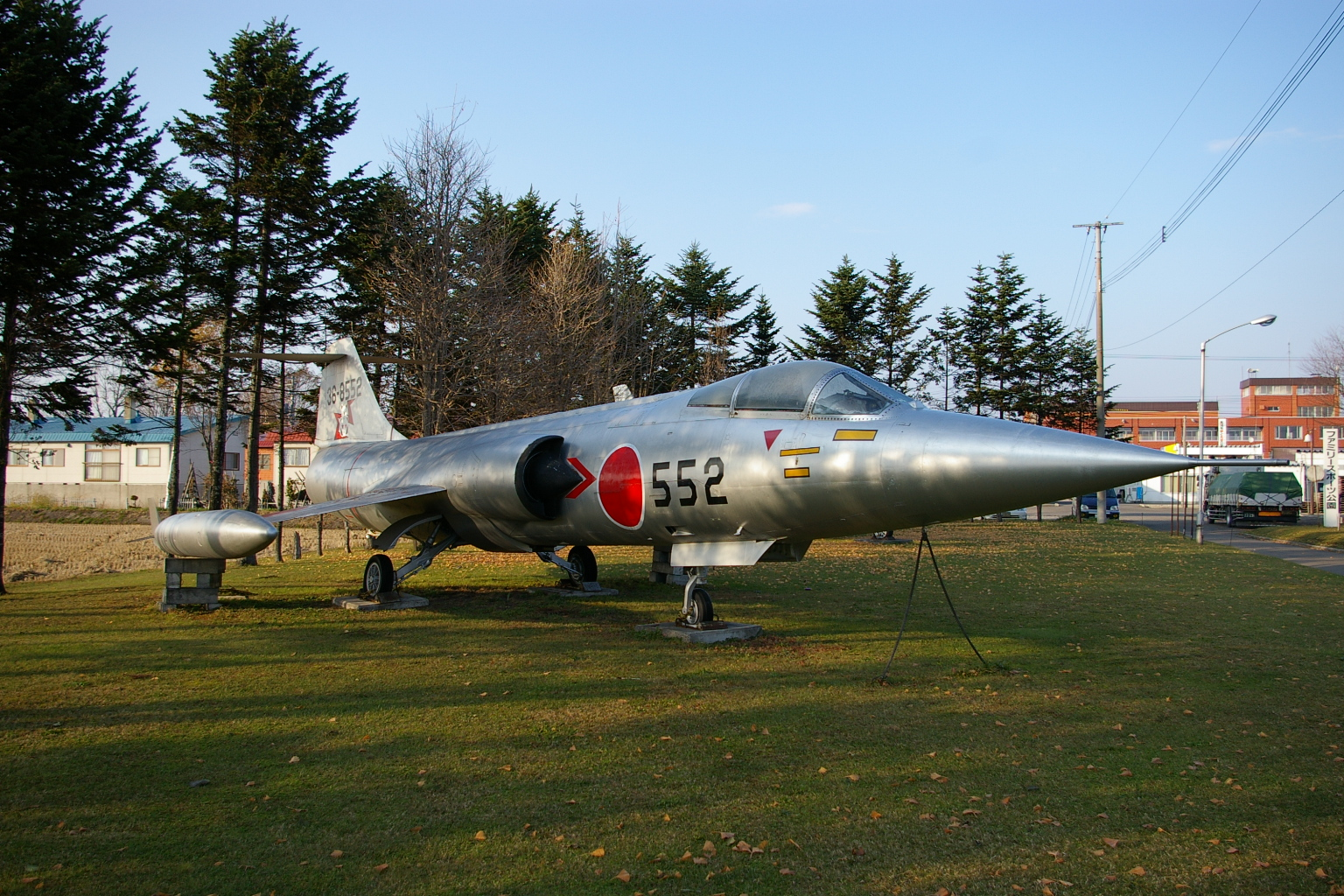
北海道秩父別町で展示されているF-104J

- 11月6日 - 国防会議、源田実調査団の報告に基づき、次期戦闘機（FX）をロッキードF-104に決定。
- 11月25日 - 社会党統一会（河上丈太郎派）から12人が離党し民主社会クラブを結成、先に社会党を離党していた社会クラブと共に新党準備会を結成。
- 11月26日 - 安保阻止第8次統一行動でデモ隊が国会議事堂構内に乱入する。

### 12月
- 12月14日 - 北朝鮮への帰還事業が始まる。
- 12月16日 - 最高裁判所、統治行為論により伊達判決を破棄。
- 12月24日 - 自民党、国会審議権確保法案、デモ規制法案を単独審議で強行可決。
- 12月29日 - 第34国会召集（1960年7月15日閉会）。